# Mats Søhagen Berggaard
Mats Søhagen Berggaard (* 24. August 1995 in Hønefoss) ist ein ehemaliger norwegischer Skispringer.

## Werdegang
Seinen ersten internationalen Start feierte Berggard im Alter von nur 13 Jahren bei FIS-Juniorenspringen in Zakopane 2008 und Lahti 2009. Nach guten Ergebnissen hier, gehörte er ab Dezember 2009 zum Kader im FIS-Cup. Nur ein Jahr später konnte er die beiden Springen dieser Serie im norwegischen Notodden gewinnen. Mit nur 15 Jahren war er dabei der jüngste Norweger der je ein solches Springen gewinnen konnte. Kurze Zeit später erhielt Berggard in Engelberg erstmals einen Startplatz im Skisprung-Continental-Cup. Nachdem er im ersten Springen als 41. noch enttäuschte, überzeugte er überraschend im zweiten Springen mit einem 18. Platz.
Bei den Nordischen Junioren-Skiweltmeisterschaften 2011 in Otepää gewann er nach einem 21. Platz im Einzel die Bronzemedaille mit der Mannschaft im Teamwettbewerb. Nur zwei Wochen später startete er beim Europäischen Olympischen Winter-Jugendfestival 2011 in Liberec. Dabei gelang es ihm im Einzelspringen Bronze hinter dem Finnen Jarkko Määttä und Ulrich Wohlgenannt aus Österreich zu gewinnen. Zudem hatte er im Probedurchgang überraschend mit 114 Metern einen neuen Schanzenrekord aufgestellt. Im Teamspringen wurde er mit der Mannschaft am Ende Sechster.
Auch bei den Olympischen Jugend-Winterspielen 2012 in Innsbruck startete er erfolgreich und gewann Silber im Einzel von der Normalschanze. Nur eine Woche später startete er in Bischofshofen wieder im Continental Cup und erreichte dabei auf Anhieb Rang sieben. Im Februar verpasste er als Vierter in Brotterode nur knapp seinen ersten Continental-Cup-Podestplatz.
Bei den Nordischen Junioren-Skiweltmeisterschaften 2012 in Erzurum gewann er mit der Mannschaft die Goldmedaille und wurde im Einzel am Ende 25. Im Sommer konnte er im Continental Cup keine vorderen Platzierungen erreichen. Jedoch startete er in die Saison 2012/13 mit einem vierten Rang in Engelberg. Bei den Nordischen Junioren-Skiweltmeisterschaften 2013 in Liberec verpasste er seine dritte Medaille bei Junioren-Weltmeisterschaften und wurde mit dem Team am Ende nur Fünfter und im Einzel am Ende Achter.
Bei den Norwegischen Meisterschaften 2013 in Voss sicherte er sich gemeinsam mit Daniel-André Tande, Fredrik Aalien und Anders Jacobsen im Teamspringen die Bronzemedaille.
Die Saison 2012/13 beendete Berggaard auf Rang 75 der Continental-Cup-Gesamtwertung.

## Erfolge

### Continental-Cup-Platzierungen
| Saison  | Platz | Punkte |
| ------- | ----- | ------ |
| 2010/11 | 109.  | 013    |
| 2011/12 | 045.  | 122    |
| 2012/13 | 075.  | 112    |
| 2013/14 | 120.  | 020    |